# Metacharis syloes
Metacharis syloes is een vlindersoort uit de familie van de prachtvlinders (Riodinidae), onderfamilie Riodininae.
Metacharis syloes werd in 1877 beschreven door Hewitson.